# Andreas Cornelius
Andreas Cornelius (ur. 16 marca 1993 w Kopenhadze) – duński piłkarz grający na pozycji napastnika w FC København. 

## Kariera klubowa
Cornelius zadebiutował w Superligaen 9 kwietnia 2012 gdy wszedł na boisko za Césara Santina przeciwko Aarhus GF. 20 maja 2012 ogłoszono, że Cornelius na stałe zostanie przeniesiony do pierwszego zespołu wraz z Christofferem Remmerem i Jakobem Buskiem. W pierwszym meczu sezonu 2012/13 trafił gola, przeciwko FC Midtjylland. 
27 czerwca 2013 trafił do beniaminka angielskiej ekstraklasy, Cardiff City. Rozegrał tam tylko pierwszą połowę sezonu, notując w Premier League 8 występów. 31 stycznia 2014 roku powrócił do FC København. Po powrocie do duńskiej ligi zdążył rozegrać 13 spotkań, zdobywając w nich 5 bramek. Następne 3 sezony to nadal występy w barwach duńskiej drużyny. Dwukrotnie zdobywał mistrzostwo Danii oraz trzykrotnie Puchar Danii. W sezonie 2016/2017 zespół doszedł do 1/8 finału Ligi Europy, gdzie odpadł z Ajaxem Amsterdam.
1 lipca 2017 roku został oficjalnie zawodnikiem włoskiego klubu Atalanta BC. Kwota za transfer wyniosła około 3,5 miliona euro. Pierwszy ligowy występ w barwach klubu z Bergamo zaliczył 20 sierpnia 2017 roku w 1. kolejce nowego sezonu przeciwko AS Romie. Cornelius wszedł w tym meczu z ławki rezerwowych, jednak nie uchronił swojego zespołu od porażki. Pierwszego gola w nowej drużynie zdobył w meczu trzeciej kolejki przeciwko Sassuolo. W 35 minucie po podaniu Rafaela Tolóia wyrównał stan pojedynku na 1:1. Ostatecznie mecz zakończył się wygraną Atalanty 2:1. W całym sezonie 2017/2018 w lidze wystąpił w 23 meczach, strzelając w nich 3 bramki. Atalanta uplasowała się w końcowej tabeli na 7. miejscu, co dało jej prawo gry w Lidze Europy w następnym sezonie. W Pucharze Włoch w sezonie 2017/2018 doszła do półfinału, gdzie musiała uznać wyższość Juventusu. W tych rozgrywkach Cornelius wystąpił we wszystkich czterech spotkaniach swojej drużyny. W sezonie 2017/2018 Atalanta grała także w Lidze Europy. Udało się jej wyjść z grupy, lecz odpadła w 1/16 finału po bataliach z Borussią Dortmund. Sezon 2018/2019 spędził na wypożyczeniu w Girondins Bordeaux, a następnie w sezonach 2019/2020 i 2020/2021 był wypożyczony do Parmy z obowiązkiem wykupu. 
10 sierpnia 2021 został zawodnikiem Trabzonsporu. W Süper Lig rozegrał łącznie 41 spotkań, strzelając w nich 16 goli. 31 sierpnia 2022 powrócił do FC København. Duński zespół zapłacił za niego 6 milionów euro, przez co pobił rekord transferowy klubu oraz ligi. W sezonie 2022/23 wywalczył mistrzostwo oraz Puchar Danii.

### Statystyki kariery
(aktualne na dzień 10 sierpnia 2023)
| Klub                      | Sezon              | Liga               | Liga  | Liga   | Puchar kraju | Puchar kraju | Europa | Europa | Inne  | Inne   | Suma  | Suma   |
| Klub                      | Sezon              | Liga               | Mecze | Bramki | Mecze        | Bramki       | Mecze  | Bramki | Mecze | Bramki | Mecze | Bramki |
| ------------------------- | ------------------ | ------------------ | ----- | ------ | ------------ | ------------ | ------ | ------ | ----- | ------ | ----- | ------ |
| FC København              | 2011/12            | Superligaen        | 2     | 0      | 0            | 0            | -      | -      | -     | -      | 2     | 0      |
| FC København              | 2012/13            | Superligaen        | 32    | 18     | 2            | 1            | 10     | 1      | -     | -      | 44    | 20     |
| FC København              | Ogólnie            | Ogólnie            | 34    | 18     | 2            | 1            | 10     | 1      | -     | -      | 46    | 20     |
| Cardiff City              | 2013/14            | Premier League     | 8     | 0      | 2            | 0            | -      | -      | 1     | 0      | 11    | 0      |
| FC København              | 2013/14            | Superligaen        | 13    | 5      | 3            | 1            | -      | -      | -     | -      | 16    | 6      |
| FC København              | 2014/15            | Superligaen        | 22    | 6      | 3            | 1            | 8      | 1      | -     | -      | 33    | 8      |
| FC København              | 2015/16            | Superligaen        | 26    | 5      | 6            | 1            | 0      | 0      | -     | -      | 32    | 6      |
| FC København              | 2016/17            | Superligaen        | 30    | 12     | 4            | 2            | 15     | 7      | -     | -      | 49    | 21     |
| FC København              | Ogólnie            | Ogólnie            | 91    | 28     | 16           | 5            | 23     | 8      | -     | -      | 130   | 41     |
| Atalanta BC               | 2017/18            | Serie A            | 23    | 3      | 4            | 1            | 4      | 2      | -     | -      | 31    | 6      |
| Atalanta BC               | 2018/19            | Serie A            | 0     | 0      | 0            | 0            | 4      | 1      | -     | -      | 4     | 1      |
| Atalanta BC               | Ogólnie            | Ogólnie            | 23    | 3      | 4            | 1            | 8      | 3      | -     | -      | 35    | 7      |
| Girondins Bordeaux (wyp.) | 2018/19            | Ligue 1            | 20    | 3      | 1            | 0            | 5      | 0      | 3     | 0      | 29    | 3      |
| Girondins Bordeaux (wyp.) | Ogólnie            | Ogólnie            | 20    | 3      | 1            | 0            | 5      | 0      | 3     | 0      | 29    | 3      |
| Parma (wyp.)              | 2019/20            | Serie A            | 26    | 12     | 1            | 0            | -      | -      | -     | -      | 27    | 12     |
| Parma (wyp.)              | 2020/21            | Serie A            | 29    | 1      | 1            | 0            | -      | -      | -     | -      | 30    | 1      |
| Parma (wyp.)              | Ogólnie            | Ogólnie            | 55    | 13     | 2            | 0            | -      | -      | -     | -      | 57    | 13     |
| Trabzonspor               | 2021/22            | Süper Lig          | 37    | 15     | 3            | 1            | 2      | 1      | -     | -      | 42    | 17     |
| Trabzonspor               | 2022/23            | Süper Lig          | 4     | 1      | 0            | 0            | 2      | 0      | 1     | 2      | 7     | 3      |
| Trabzonspor               | Ogólnie            | Ogólnie            | 41    | 16     | 3            | 1            | 4      | 1      | 1     | 2      | 49    | 20     |
| FC København              | 2022/23            | Superligaen        | 11    | 0      | 1            | 2            | 2      | 0      | -     | -      | 14    | 2      |
| FC København              | 2024/24            | Superligaen        | 1     | 0      | 0            | 0            | 0      | 0      | -     | -      | 1     | 0      |
| FC København              | Ogólnie            | Ogólnie            | 12    | 0      | 1            | 2            | 2      | 0      | -     | -      | 15    | 2      |
| Ogólnie w karierze        | Ogólnie w karierze | Ogólnie w karierze | 284   | 81     | 31           | 10           | 52     | 13     | 5     | 2      | 372   | 106    |

## Kariera reprezentacyjna
W reprezentacji Danii zadebiutował 8 września 2012 roku w meczu eliminacyjnym do Mistrzostw Świata 2014 przeciwko reprezentacji Czech. Cornelius wszedł na boisko w 71. minucie spotkania. Pierwszego gola, a dokładnie trzy, strzelił w towarzyskim meczu z reprezentacją Kanady 26 stycznia 2013 roku. Cornelius strzelał w 8., 35. i 66. minucie tego spotkania. Åge Hareide powołał go do składu Danii na Mistrzostwa Świata 2018. Zagrał tam w trzech spotkaniach, a jego reprezentacja odpadła w 1/8 finału po rzutach karnych z reprezentacją Chorwacji. Występował również na Euro 2020 oraz Mistrzostwach Świata 2022.